# سارا روستاپور
سارا روستاپور با نام‌های مستعار خاله سارا یا خانم بهار (زادهٔ ۱۲ دی ۱۳۶۰) مجری تلویزیون و بازیگر سینما و تلویزیون است.

## زندگی‌نامه
سارا روستاپور زاده ۱۲ دی ۱۳۶۰ در تهران است. وی مدرک کارشناسی میراث فرهنگی دارد و کارشناسی ارشد خود را در رشته نمایش عروسکی از پردیس هنر دانشگاه تهران دریافت کرده است.
سارا روستاپور یکی از مجریان شناخته شده فعال در حوزه کودک و نوجوان است. او برنامه‌های زیادی را اجرا و تولید کرده است. او با مجری شدن در برنامه رنگین کمان شبکه تهران با نام خاله سارا معروف شد.

## فیلم‌شناسی

### فیلم
| سال  | نام فیلم      | کارگردان         | نقش |
| ---- | ------------- | ---------------- | --- |
| ۱۳۸۸ | راز دشت تاران | محمد لطفعلی      |     |
| ۱۳۹۶ | وای آمپول     | علیرضا محمودزاده |     |
| ۱۳۹۴ | دزد و پری     | حسین قناعت       |     |

### سریال
- نارگیل، ۱۴۰۰ (سیدابراهیم عامریان و حمزه صالحی، نمایش خانگی) - در نقش ایران

### تلویزیونی
| ۱۳۷۸ | اجرای برنامه از مدرسه تا مدرسه شبکه دو سیما                |
| ۱۳۸۱ | اجرای برنامه بادبادک شبکه ۵ سیما                           |
| ۱۳۸۲ | اجرا و نویسندگی برنامه رنگین کمان                          |
| ۱۳۸۲ | اجرا و نویسندگی برنامه امیدهای ایران شبکه جام جم           |
| ۱۳۸۳ | اجرا برنامه مهد کودک سرزمین من شبکه جام جم                 |
| ۱۳۸۴ | اجرا و نویسندگی برنامه شاپرک شبکه جام جم                   |
| ۱۳۸۵ | بازیگری در مجموعه قصه‌های برای خواب کودکان (شب به خیر ماه)  |
| ۱۳۸۵ | اجرا و نویسندگی مجموعه دردونه‌ها شبکه پنج                   |
| ۱۳۸۶ | تهیه و اجرای برنامه سفرنامه مبارک به تاجیکستان شبکه جام جم |
| ۱۳۸۶ | تهیه و اجرای برنامه دوچرخه شبکه لرستان                     |
| ۱۳۸۶ | تهیه و نویسندگی برنامه فرشته‌ها شبکه لرستان                 |
| ۱۳۸۶ | اجرا و کارگردانی برنامه گل آموز شبکه آموزش                 |
| ۱۳۸۶ | اجرا و نویسندگی برنامه خونه خاله                           |
| ۱۳۸۷ | اجرای برنامه همیشه بهار                                    |
| ۱۳۸۸ | تهیه و اجرای برنامه سفرنامه ترکمنستان شبکه جام جم          |
| ۱۳۸۸ | تهیه‌کننده و اجرای برنامه گل آموز شبکه آموزش                |
| ۱۳۸۹ | اجرا و نویسندگی ویژه برنامه سال تحویل شبکه دو              |
| ۱۳۹۰ | طراحی ویژه برنامه افطار شبکه دو                            |
| ۱۳۹۱ | نویسندگی و کارگردانی و اجرای برنامه اتل متل تماشا          |
| ۱۳۹۱ | اجرا و نویسندگی برنامه کودک من شبکه دو                     |
| ۱۳۹۳ | تهیه‌کننده و اجرای برنامه گل آموز شبکه آموزش                |
| ۱۳۹۹ | پاشوپاشو کوچولو شبکه پویا                                  |